# Логарифмічний регулятор гучності
Логарифмі́чний регуля́тор гу́чності - це регулятор, який має зворотну логарифмічну залежність між кутом повороту ручки і зміною гучності.
Людське вухо має логарифмічну (близьку до логарифмічної) залежність сприйняття звуку. Тобто наше відчуття гучності пропорційно логарифму потужності звуку. Логарифмічний регулятор гучності дозволяє плавно регулювати гучність. Якщо застосовується регулятор з прямою залежністю, то гучність різко зростає на початку обертання і майже не змінюється при русі ручки в кінці.